# Реиграбельность
Реигра́бельность (англ. replayability, replay value) — качественная характеристика игры, которая определяет степень того, насколько игроки хотят сыграть в рассматриваемую игру ещё раз, даже если они её уже «прошли» или после того, как уделили большое количество времени и достигли некоторого уровня мастерства. Термин используется преимущественно для компьютерных игр.

## Способы обеспечить реиграбельность

### Качество реализации
Точно так же, как человек может просматривать хорошие фильмы много раз, а в оперу может пойти, уже зная либретто, хорошие игры зачастую проходятся по несколько раз. Качество реализации — это комбинация удачного геймплейного замысла, качественного сюжета, продуманного управления, интересных заданий, качественно прорисованной графики, детального звука и т. д. — в общем, то, что отличает «хорошую» игру от «плохой».

### Дополнительные материалы
Это может быть:
- Заблокированный контент, открывающийся после прохождения игры.
- Обновления, дополнения игры, каталоги, модификации, скачиваемые с сайта разработчика или фанатов. Новинки, появляющиеся в игре, стимулируют интерес геймеров к продукту, заставляя их вернуться в игру.
- Поле для исследования: секретные места, пасхалки, дополнительные квесты, альтернативные сюжетные линии, несколько концовок. Когда интересного контента так много, что невозможно с ним ознакомиться за одно прохождение[5].

### Богатство игровых обстоятельств
- Хорошо выставленный баланс, не ограничивающий свободу одной-двумя возможностями выбора.
- Возможность начать игру с другими начальными условиями. Удачный генератор случайных заданий, карт и лута (внутриигровых ценностей, получаемых игроками после убийства мобов или других игроков).
- Хороший искусственный интеллект.
- Разные варианты прохождения за различные фракции или игровые классы.
- Нелинейный сюжет, а также элементы жанра песочницы дают игроку больше свободы действий, творчества и обеспечивают возможность фактически неограниченного количества прохождений, если речь идет об играх, в которых нет логического конца[6].
- Открытый игровой мир — многим игрокам нравится исследовать обширный игровой мир, не ограничиваясь жесткими сюжетными рамками. Игры, сочетающие в себе возможности исследования и интересные квесты, часто являются реиграбельными, так как геймер может очень долгое время перемещаться по карте и делать то, что ему вздумается.
- Бесконечное развитие персонажа или игрового мира.
- Крафтинг — комбинация предметов с целью создания новых, улучшение оружия и т.д. Подобное творчество может способствовать появлению желания пройти игру еще раз.

### Соревновательная ценность
Прохождение игры ради новых достижений. Прохождение на более высокой сложности, побитие рекордов, многопользовательская игра. Многопользовательский режим делает игру разнообразнее в связи с непредсказуемостью действий других игроков.

### Общественная ценность
Игра может стать средством общения. В числе видов общения: сетевая игра, моддерство, поиск секретов, побитие рекордов.